# Săucești
Săucești – wieś w Rumunii, w okręgu Bacău, w gminie Săucești. W 2011 roku liczyła 2183 mieszkańców.